# لانه‌کن‌های پشت‌سبز
لانه‌کن‌های پشت‌سبز (نام علمی: Apalharpactes) نام یک سرده از تیره لانه‌کن است.